# Orongia medialis
Orongia medialis är en spindelart som beskrevs av Forster och Norman I. Platnick 1985. Orongia medialis ingår i släktet Orongia och familjen Orsolobidae. Inga underarter finns listade i Catalogue of Life.